# Mohamadschahr
Mohamadschahr (persisch محمدشهر) ist eine Stadt im Verwaltungsbezirk Karadsch in der iranischen Provinz Alborz. 2016 hatte die Stadt ca. 119.000 Einwohner.

## Geografie
Die Stadt liegt im südwestlichen Teil von Alborz, südlich des Elburs-Gebirge, nahe von Karadsch, der Provinzhauptstadt. 

## Geschichte
Mohamadschahr ist eine sehr neue Stadt. An diesem Ort befanden sich einst mehrere Dörfer mit großen landwirtschaftlichen Grundstücken, die sich vereinigten und eine Stadt bildeten. Die industrielle Entwicklung von Karadsch half der Urbanisierung Mohamadschahrs. Die Stadtgemeinde wurde 1996 gegründet. Aufgrund der raschen Verstädterung fehlt die Infrastruktur weitgehend.

## Klima
Das Klimaklassifizierungssystem von Köppen-Geiger klassifiziert das Klima als semiarides Klima (BSk).